# Jake Lloyd
Jake Matthew Lloyd (sinh ngày 5 tháng 3 năm 1989) là một nam diễn viên người Mỹ. Anh được biết đến với vai Anakin Skywalker trong phim điện ảnh năm 1999, Chiến tranh giữa các vì sao: Tập I – Hiểm họa bóng ma.

## Thời thơ ấu
Jake Matthew Lloyd sinh ra tại Fort Collins, Colorado. Anh là con trai của ông William "Bill" Lloyd và bà Lisa Riley. Anh từng theo học trung học Carmel High School ở Carmel, Indiana và tốt nghiệp năm 2007.